# VIII СУЕО „Ал. С. Пушкин“
Средно училище с езиково обучение „А. С. Пушкин“ е специализирана гимназия с изучаване на чужди езици в град Варна.
В гимназията влизат ученици чрез положени изпити след 7 клас. Училището поддържа 4 езикови паралелки, от които 1 с английски език, 1 с руски език, 1 с италиански език и 1 с немски език.